# Армстронг, Элизабет
Элизабет Энн «Бетси» Армстронг (англ. Elizabeth Anne «Betsey» Armstrong; род. 31 января 1983, Анн-Арбор, Мичиган, США) — американская ватерполистка, вратарь. В составе женской сборной США по водному поло олимпийская чемпионка 2012 года, серебряный призёр Олимпиады 2008 года, двукратная чемпионка мира, двукратная победительница Панамериканских игр.

## Биография
Бетси Армстронг родилась в небольшом городке Анн-Арбор, расположенном на юго-востоке штата Мичиган. В школьные годы начала заниматься водным поло и даже трижды удостаивалась нашивки в виде буквы своей школы за свои спортивные достижения. В 2005 году она окончила Мичиганский университет со степенью бакалавра английского языка и литературы. Выступала также на позиции голкипера ватерпольной команды своей альма-матер, причём Армстронг до сих пор удерживает рекорд университета по количеству совершённых сейвов.
В 2006 году спортсменка дебютировала в национальной сборной США, а уже спустя год в её составе стала чемпионкой мира. В 2008 году Армстронг была вызвана в качестве основного вратаря команды США на Олимпийские игры в Пекине. В финальном матче олимпийского турнира американки уступили сборной Нидерландов и вернулись на родину с серебряными медалями.
В 2009 году спортсменка была вызвана в сборную для участия на чемпионате мира в Риме, вновь ставшем победным для «звёздно-полосатых». Журналом «FINA Aquatics World Magazine», выпускаемым Международной федерацией плавания, американка была признана лучшей ватерполисткой 2010 года.
В мае 2012 года Бетси была включена в заявку сборной США для участия в Олимпиаде-2012. В состоявшемся 9 августа финале женского олимпийского турнира против испанок она совершила 8 сейвов, в том числе отбила один пенальти, чем помогла своей команде впервые в истории женского водного поло США завоевать золотые медали Игр.
В 2012 году, ещё будучи действующей спортсменкой, Элизабет Армстронг была назначена помощником главного тренера женской команды по водному поло Мичиганского университета. В 2014 году американка заявила о завершении спортивной карьеры.